# Kazuhiko Nishi
Kazuhiko Nishi, detto Kay Nishi (西 和彦?, Nishi Kazuhiko; Kōbe, 10 febbraio 1956), è un informatico e dirigente d'azienda giapponese, famoso per aver creato lo standard per home computer MSX.
È stato vicedirettore della filiale giapponese di Microsoft e fondatore della società ASCII, nonché presidente dell'MSX Association, un'organizzazione privata costituita da un gruppo di persone legate allo standard MSX.

## Biografia

### Origini e formazione
Secondo la testimonianza dello stesso Nishi, iniziò a interessarsi all'informatica a soli 10 anni circa, quando suo padre portò a casa un apparecchio elettronico programmabile. A scuola fece parte della sezione elettronica ed ebbe i primi contatti con i computer.
Nishi frequentò l'università Kogakuin dove studiò informatica e l'università Waseda, dove studiò ingegneria meccanica. Ancora studente, lasciò i corsi e iniziò a pubblicare una rivista di informatica, I/O. Nel 1977 fondò la società ASCII Publishing Corporation per pubblicare la sua rivista, che nel frattempo aveva assunto il nome di "ASCII". ASCII è stata la prima rivista di informatica giapponese.

### Il viaggio negli USA e la vicepresidenza Microsoft
Nishi andò quindi negli Stati Uniti d'America a conoscere personalmente Bill Gates, con il quale strinse un accordo per rappresentare la Microsoft in Oriente grazie alla creazione di ASCII Microsoft, di cui Nishi fu vicepresidente dal 1979 al 1980 e poi Direttore e vicepresidente in carica delle nuove tecnologie fino al 1986, ma il signor Nishi era anche incline a prendere decisioni importanti d'impulso e a spendere senza ritegno, il che portò Microsoft a rompere con Ascii nel 1986 e a istituire una propria distribuzione giapponese. Una delle gocce che fecero traboccare il vaso fu quando il signor Nishi spese 1 milione di dollari per far costruire a Tokyo un enorme dinosauro meccanico come espediente pubblicitario. La rottura tra il signor Gates e il signor Nishi fu amara, sebbene i due ora si parlino periodicamente.
Microsoft divenne una società con capitale pubblico e fondò la sua propria sede a Shinjuku.
Ascii si lanciò persino nel settore del noleggio di elicotteri e, come molte altre aziende, investì in arte e immobili, che sembravano ottimi investimenti in un periodo di prezzi in aumento. Nishi stava progettando di costruire un parco industriale per aziende di software nel nord del Giappone, dotato di moderne tecnologie elettroniche e di un proprio aeroporto. Il progetto è stato poi accantonato.

### Lo scioglimento di ASCII
Nel 1991, gli altri due co-fondatori di Ascii, Akio Gunji, presidente, e Keiichiro Tsukamoto, vicepresidente, si dimisero bruscamente, apparentemente per protesta contro la rapida espansione. "Non riuscivano a starmi dietro perché acceleravo troppo", dichiarò Nishi in una conferenza stampa all'epoca.

### L'abbandono di Microsoft e la collaborazione con NEC
Dopo l'uscita da Microsoft, Nishi tornò a dedicarsi a tempo pieno alla sua società, che aveva iniziato anche a sviluppare giochi per le console. Attratto dal mercato dei computer, decise di sviluppare il primo computer completamente giapponese e iniziò insieme all'amministratore di NEC, Kazuya Watanabe, a gettare le basi di quello che in seguito sarebbe divenuto lo standard MSX, annunciato nel 1983.

### Procedura fallimentare
Nel marzo 2023, Nishi era impegnato in una procedura fallimentare in Giappone, una situazione che, a quanto pare, è nata da debiti inesigibili ereditati dopo il suo abbandono di ASCII. Il 23 aprile 2025, Nishi dichiara sul suo account X/Twitter di aver deciso di firmare anche come garante per un prestito aziendale di un amico. Nishi ha fornito un aggiornamento sulla situazione, affermando che la procedura si era conclusa e che il suo debito (che si ritiene ammontasse a 11,5 miliardi di yen) era stato estinto.
Secondo un vecchio articolo  del New York Times, Nishi "ostentava la sua ricchezza con uno stile sgargiante che includeva il passaggio da una riunione all'altra in elicottero". Nello stesso articolo Nishi viene anche definito "più un venditore visionario e carismatico che un ingegnere", l'articolo che descrive il profilo dell'ex imprenditore ASCII Nishi e come è avvenuto il fallimento è scritto dall'autore Andrew Pollack.

### Critiche a Wikipedia
Nel 2006, Nishi ebbe un'accesa discussione con altri utenti sul contenuto di questo articolo che lo riguardava, e in un'intervista con J-CAST, Nishi dichiarò: "Era così lontano dalla verità, così confuso, andava oltre la mia capacità di sopportazione", "È stato modificato a discrezione dell'editor (Wikipedian), e si trattava solo di un gioco tra amici", "2channel e Wikipedia sono la stessa cosa" e "Wikipedia è solo un copia e incolla. È come se stessero semplicemente rivestendo bugie con bugie".
Inoltre, circa tre anni dopo, ha criticato anche Wikipedia, affermando che "il problema con Wikipedia e la Wikipedia giapponese è che Wiki usa il suffisso Pedia e finge di essere un'enciclopedia", "È come una fogna su Internet, un misto di verità, bugie, ignoranza, pregiudizi, gelosia e vanità" e "Chiunque può modificare Wikipedia se non gli piace il contenuto di un articolo. Ecco perché possono verificarsi battaglie di modifica su Wikipedia, ma i redattori della Wikipedia giapponese (i Wikipediani) sono al comando e, poiché sono arbitrari e pieni di pregiudizi, è il potere, non la verità, a vincere. Alla fine, a causa del "potere infinito" delle persone anonime, chiunque Chi vuole scrivere la verità deve rinunciare a metà strada",

### Incidente del Meijo Gakuin
Il 22 giugno 2019 Nishi è stato nominato presidente del consiglio di amministrazione della Meijo Gakuin School Corporation. Decisione sulla nuova struttura del consiglio di amministrazione e sui cambiamenti ai vertici. Nishi, successore dell'ex presidente (donna, all'epoca 61enne) che si era dimessa a causa del problema dell'appropriazione indebita di 100 milioni di yen dei fondi del Myojo Gakuin in valuta virtuale, è stato licenziato. Successivamente, si scoprì che il deposito di 2,1 miliardi di yen per la vendita del terreno della Meijo Gakuin High School non era stato contabilizzato, e Nishi stava valutando di sporgere denuncia contro l'ex presidente per abuso di fiducia.
Il Consiglio di Amministrazione della Meijo Gakuin ha destituito Nishi dalla carica di presidente il 24 agosto 2019.
Nel dicembre 2019, l'ex presidente è stato arrestato con l'accusa di appropriazione indebita.. Nishi, che ha tenuto una conferenza stampa a Osaka il 6 dicembre, ha sottolineato la situazione attuale, in cui l'ex presidente rimane ancora nell'ente scolastico Myojo Gakuin. Vedi anche: Incidente del Meijyo Gakuin 

### Le altre attività
Negli anni novanta ha pubblicato diversi articoli e libri. Nel 1998 ha ceduto la carica di presidente di ASCII Corporation per ricoprire quella di vice fino al 2000. Nel 1999 ha terminato gli studi interrotti e ha conseguito la laurea in ingegneria elettronica presso l'università di Kogakuin.
Nel 2000 divenne studente di Marvin Minsky al Massachussetts Institute of Technology in intelligenza artificiale e si interessò ai large language model.
Dal 2005 è amministratore delegato di ITNY & Partners.